# Kwaliteit (numismatiek)
In de numismatiek wordt de kwaliteit of staat van bewaring van een muntstuk en bankbiljet bepaald aan de hand van zes internationaal aanvaarde kwaliteitsaanduidingen. Dit kan vervolgens verfijnd worden met een minteken (-), plusteken (+) of een schuine streep (/). Net als de Sheldon beoordelingsschaal van de Verenigde Staten en Canada zijn er in Europa meer dan dertig kwaliteitstrappen mogelijk om de staat van bewaring van een munt of bankbiljet te bepalen. 
Daarnaast worden muntstukken ook geslagen in een bepaalde uitvoeringskwaliteit of muntslagkwaliteit door munthuizen, zoals circulatiemunten voor chartaal betalingsverkeer en verzamelaarsmunten voor numismaten. De hoogst mogelijke verzamelkwaliteit is Proof of Gepolijste Stempel en wordt doorgaans als eerste kwaliteitstrap weergegeven omdat ze in een betere kwaliteit zijn aangemunt dan reguliere muntstukken.

## Uitvoeringskwaliteiten
De volgorde van de muntslagkwaliteiten of uitvoeringskwaliteiten door munthuizen trapsgewijs van hoog naar laag zijn:
| Muntslag        | Omloop | Kenmerken |
| --------------- | ------ | --- |
| Reverse Proof   | Neen   | Het beoordelen van slijtage is doorgaans niet van toepassing bij deze uitvoeringen. Tenzij dergelijke muntstukken uit hun beschermhoes werden gehaald, dan zijn ze ook gevoelig voor slijtage en worden ze net als circulatiemunten beoordeeld op slijtage.                     |
| Proof           | Neen   | Het beoordelen van slijtage is doorgaans niet van toepassing bij deze uitvoeringen. Tenzij dergelijke muntstukken uit hun beschermhoes werden gehaald, dan zijn ze ook gevoelig voor slijtage en worden ze net als circulatiemunten beoordeeld op slijtage.                     |
| ProofLike       | Neen   | Het beoordelen van slijtage is doorgaans niet van toepassing bij deze uitvoeringen. Tenzij dergelijke muntstukken uit hun beschermhoes werden gehaald, dan zijn ze ook gevoelig voor slijtage en worden ze net als circulatiemunten beoordeeld op slijtage.                     |
| BU/FDC          | Neen   | Het beoordelen van slijtage is doorgaans niet van toepassing bij deze uitvoeringen. Tenzij dergelijke muntstukken uit hun beschermhoes werden gehaald, dan zijn ze ook gevoelig voor slijtage en worden ze net als circulatiemunten beoordeeld op slijtage.                     |
| Herdenkingsmunt | Ja     | Herdenkingsmunten worden deels geslagen voor de omloop en deels als verzamelaarsmunt. Aangezien dergelijke munten in omloop worden gebracht zijn ze gevoelig voor slijtage. De staat van bewaring brengt hun slijtage in kaart, waarna ook de prijsbepaling kan worden bepaald. |
| Circulatiemunt  | Ja     | Herdenkingsmunten worden deels geslagen voor de omloop en deels als verzamelaarsmunt. Aangezien dergelijke munten in omloop worden gebracht zijn ze gevoelig voor slijtage. De staat van bewaring brengt hun slijtage in kaart, waarna ook de prijsbepaling kan worden bepaald. |

## Kwaliteitsaanduidingen
De volgende standaard kwaliteitsaanduidingen worden algemeen aanvaard en kunnen verfijnd worden om nog gerichter de staat van bewaring aan te duiden. De foto's geven een indicatie weer hoe de kwaliteit er visueel kan uitzien.

### FDC (Fleur De Coin)
Dit representeert een munt of bankbiljet dat nooit in omloop is geweest en er volmaakt uitziet. Wanneer bij een nieuwstaat sporen zichtbaar zijn van machinaal tellen of sorteren wordt dit aangegeven als FDC-. 
| Foto | FDC-details |
| ---- | --- |
|      | Een ongecirculeerde munt vertoont geen enkele slijtage of gebreken met vergrootglas en bevat de volledige stempelglans. Oneffenheden aan het fond of muntplaatje door het muntproces worden gering toegestaan. Zie aanvaard als FDC. |
|      | Een bankfris bankbiljet vertoont geen enkele vouw op een helderwitte achtergrond. Aan beide kanten zijn er geen vlekken of verkleuringen te zien.                                                                                    |

De term FDC vertegenwoordigt zowel een uitvoeringskwaliteit voor munthuizen als een kwaliteitsaanduiding in de numismatiek. Dit wordt vaak verward met elkaar.

### PR (Prachtig)
Een munt of bankbiljet dat kort in omloop is geweest met oppervlakkige slijtage of gebreken.
| Foto | Pr-details |
| ---- | --- |
|      | De munt vertoont lichte slijtage aan het hoogstgelegen deel van het reliëf. Het ontwerp zoals beeldenaar of wapenschild blijft met het blote oog volledig intact met scherpe details.        |
|      | Het bankbiljet is nog vrij strak en fris maar vertoont lichte sporen van gebruik. Lichte verkleuringen en vlekken zijn niet toegestaan maar geringe vouwsporen kunnen beperkt aanwezig zijn. |

### ZFR (Zeer Fraai)
Een munt of bankbiljet dat een tijdje in omloop is geweest met middelmatige slijtage of gebreken. Dit is nog een redelijk mooie kwaliteit.
| Foto | Zfr-details |
| ---- | --- |
|      | De munt vertoont gelijkmatige slijtage aan het volledige reliëf. Alle details in de afbeelding zijn als het ware met de helft uitgedund maar representeert nog steeds zijn totaalbeeld. De rand is minder scherp en de stempelglans is volledig verdwenen. |
|      | Het bankbiljet voelt nog vrij knisperig aan maar kan wel verschillende vouwen hebben en zeer lichtjes bevuild zijn. Er zijn geen scheuren aanwezig. |

### FR (Fraai)
Een munt of bankbiljet dat veel in omloop is geweest met gevorderde slijtage of gebreken. Deze staat van bewaring is nog net toonbaar en daardoor betaalbaar bij (zeer) zeldzame exemplaren.
| Foto | Fr-details |
| ---- | --- |
|      | De munt vertoont veel slijtage waarbij vele details in de afbeelding en rand weggeveegd zijn. De contourlijn of omtreklijn van de afbeelding bevat nog steeds in zijn geheel reliëfvorm. Teksten, graveursnaam en jaartal zijn goed leesbaar (met vergrootglas). |
|      | Het biljet is zeer bevuild en voelt slap aan. Er kunnen lichte scheurtjes aanwezig zijn maar is volledig intact. Bij een bankbiljet spreekt men soms ook van de staat van bewaring F.                                                                            |

### ZG (Zeer Goed)
Een munt of bankbiljet dat zeer lang in omloop is geweest met intense slijtage of gebreken. Wordt als numismaat niet meer geapprecieerd, tenzij het om zeldzame exemplaren gaan.
| Foto | Zg-details |
| ---- | --- |
|      | De contourlijn of omtreklijn van de afbeelding op de munt is plat maar nog steeds zichtbaar. Enkele delen van de teksten kunnen vervaagd zijn maar de belangrijke zaken blijven leesbaar (met vergrootglas). |
|      | Het biljet voelt enorm slap aan en is meermaals gescheurd waarbij sommige hoekjes kunnen ontbreken. Het is zeer bevuild en bevat intense plooien.                                                            |

### G (Goed)
Een munt of bankbiljet is zo lang in omloop geweest dat het bijna onherkenbaar is geworden. Het woord "Goed" is zeer misleidend want een munt of bankbriefje in deze kwaliteit representeert een zeer slechte staat van bewaring.
| Foto | G-details |
| ---- | --- |
|      | De afbeelding op de munt is bijna volledig afgesleten tot op het metaal en ziet er vaak slordig uit. Het gedeelte met jaartal is nog net zichtbaar met vergrootglas maar soms moeilijk leesbaar. De rand is volledig afgeschuind. |
|      | Het biljet is deels afgescheurd waardoor het niet volledig meer intact is. Het is zwaar bevuild met kreuken. |

### G- (Onherkenbaar)
Een munt of bankbiljet heeft zodanig veel slijtage geleden dat er nog maar weinig herkenbaars is te bespeuren.
| Foto | Onvolledige details |
| ---- | --- |
|      | Dit betreft een schijfje metaal dat ooit een munt is geweest. Ook wordt een munt zonder datum en graveursnaam als onherkenbaar bestempeld. |
|      | Het biljet is maar voor 50% of minder intact. Vaak wordt zo'n bankbriefje niet meer aanvaard door een Centrale Bank.                       |

## Deelkwaliteitsaanduiding

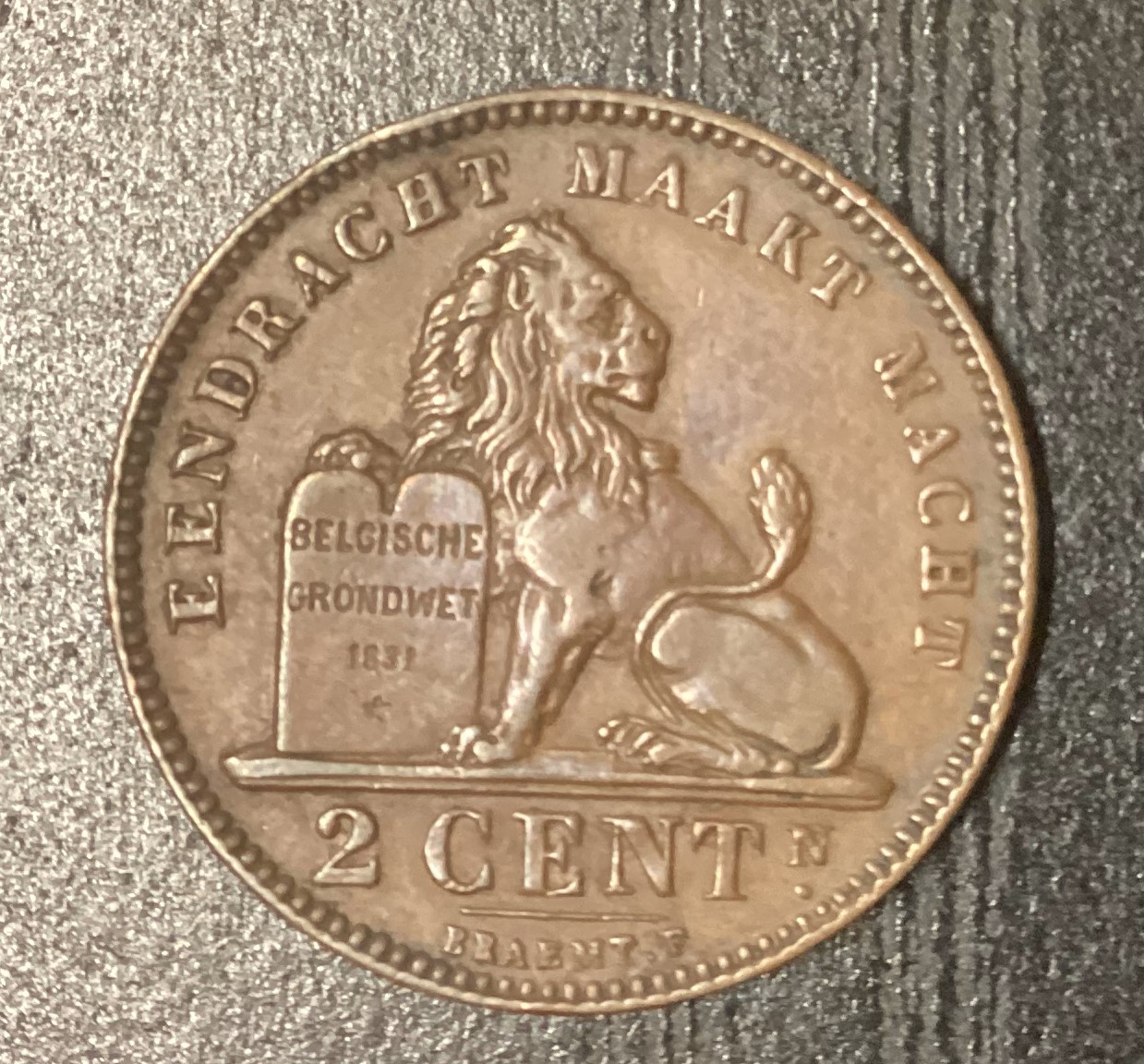
Muntkwaliteit tussen Zeer Fraai en Prachtig (Zfr/Pr)

Naast de zes basiskwaliteitstrappen kan elke staat van bewaring verfijnd worden met minteken (-), plusteken (+) of een schuine streep (/). Een voorbeeld van FDC naar Pr aan de hand van een schets ziet er dan als volgt uit:
Aan de hand van de schets is duidelijk te zien als het muntstuk of bankbiljet in een zeer goede staat van bewaring is gebleven, verder nog zeven kwaliteitsaanduidingen mogelijk zijn de juiste staat van bewaring te geven. Er zijn op die manier in totaal 32 trappen beschikbaar en de staat van bewaring van een munt of bankbiljet zal altijd tussen deze 32 kwaliteitsaanduidingen liggen. 

## Slijtage
De staat van bewaring van een munt zal in de loop der tijd niet verbeteren maar verslechteren. De kwaliteit verslechtert omdat muntstukken in de portemonnee tegen andere munten aanschuren en mensen hiermee betalen in de supermarkt. Ook in handen van verzamelaars kan de kwaliteit verslechteren als ze niet beschermd worden tegen vet van de handen en daarop volgende oxidatie. 
Het slijtageproces van munten en bankbiljetten kunnen het beste gestopt worden met:
- Via stromend water de munt ontvetten en droogdeppen met keukenpapier.
- Het opbergen in een daartoe voorziene plastiekzakje.
- Munt omwikkelen met zacht papier.
- Het bankbiljet met beschermlaag glad strijken.
- Biljet tussen een dik boek stoppen.
- Niet te veel van plaats verleggen.
- De munt enkel vastpakken aan de rand van de munt.
- Met fluwelen handschoenen werken.
- Nooit zonder kennis van zaken oppoetsen of reinigen.
- Best niet verwerken in sieraden.

## Beoordelingssysteem
De slijtage van een munt in kaart brengen gaat vaak gepaard met persoonlijke visie. Iedere individu mag en kan de kwaliteitsbeschrijvingen en deelkwaliteitsaanduidingen anders bekijken en breder interpreteren. Daarom komen numismaten en verzamelaars bijna nooit tot consensus wat betreft de staat van bewaring. Dit bepaalt immers ook mee aan de verzamelwaarde waardoor de kans reëler wordt om een subjectief ideaalbeeld te vormen.
Om zo objectief en professioneel mogelijk te beoordelen wordt er algemeen rekening gehouden met de volgende aspecten:
- De kant van de beeldenaar vertoont meestal de verste slijtage.
- De kant van de meeste slijtage is doorslaggevend (hoe mooi de andere kant ook mag zijn).
- De leesbaarheid van de graveursnaam is een belangrijk detail.
- Het jaartal moet duidelijk leesbaar zijn (met vergrootglas).
- Krassen & deuken zijn een bijkomende slijtage en degradeert de staat van bewaring.
- Zeldzaamheidsgraad en metaal zijn geen reden om anders te bepalen.
- Een eigen munt is daarom geen perfecte munt.
- Volg de internationale aanvaarde kwaliteitsaanduidingen.

Er wordt tegenwoordig vaker gekozen, zeker in Amerika, voor beschadigde exemplaren te beoordelen alsof er geen schade is, om daarna de letters RS (Randschade) of FS (Fondschade) te vermelden. Immers een beschadigde "Pr" wordt dan gedegradeerd naar "Zfr" met gevolg dat de prijs in de catalogus veelal niet meer strookt met de werkelijke waarde. Dit wordt vooral gedaan in functie om een correctere prijs te rechtvaardigen bij zeldzame exemplaren. Een voorbeeld is vermelding: Pr-details met FS.

## Internationale benamingen
Een overzicht van de belangrijkste internationale kwaliteitsbenamingen van andere landen. Echter, de kwaliteitsbeschrijvingen komen niet altijd overeen en zullen vaak afwijken van de Belgische en Nederlandse visie.
| Land        | FDC                 | Pr                                   | Zfr                        | Fr                    | Zg                      | G                       |
| ----------- | ------------------- | ------------------------------------ | -------------------------- | --------------------- | ----------------------- | ----------------------- |
| Duitsland   | UNZ (Unzirkuliert)  | VZ (Vorzüglich)                      | SS (Sehr schön)            | S (Schön)             | SGE (Sehr gut erhalten) | GE (Gut erhalten)       |
| Engeland    | UNC (Uncirculated)  | EF/XF (Extra Fine)                   | VF (Very Fine)             | F (Fine)              | VG (Very Good)          | G (Good)                |
| Frankrijk   | FDC                 | SUB (Superbe)                        | TTB (Très Très Beau)       | TB (Très Beau)        | B (Beau)                | AB (Assez Beau)         |
| Italië      | FDC (Fior di Conio) | SPL (Splendido)                      | BB (Bellissimo)            | MB (Molto Bello)      | B (Bello)               | D (Discreto)            |
| Japan       | 未使用品            | 極美品                               | 美品                       | 並品                  | 劣品                    | 収集不適品              |
| Polen       | Stan 1              | Stan 2                               | Stan 2 / 3                 | Stan 3                | Stan 4                  | Stan 5                  |
| Portugal    | FC (Flor de Cunho)  | Sob (Soberba)                        | MBC (Muito Bem Conservada) | BC (Bem Conservada)   | R/BC                    | R (Regular)             |
| Scandinavië | 0                   | 01                                   | 1+                         | 1                     | 1-                      | 2                       |
| Spanje      | S/C (Sin Circular)  | EBC (Extremadamente bien conservada) | MBC (Muy bien conservada)  | BC+ (Bien conservada) | BC                      | RC (Regular conservada) |

## Vergelijkingstabel met Sheldon
Om het 70-punten Sheldon beoordelingsschaal van Amerika te vergelijken met het Europese kwaliteitenstructuur is veel kennis en expertise vereist. De Sheldon-schaal bevat namelijk een extra kwaliteitstrap, zijnde AU (Almost Uncirculated), waardoor een verschuiving plaatsvindt bij het vergelijken. De tabel dient als ruime indicatie aangenomen te worden gebaseerd op het systeem van de erkende Amerikaanse Professional Coin Grading Service voor de Europese markt.
| België Nederland | Sheldon   | Beschrijving |
| ---------------- | --------- | --- |
| PM               | MS70      | Representeert dé Perfecte Muntslag (PM). Het moet voldoen aan minstens de volgende reeks voorwaarden: • Het muntproces verliep met een feilloze muntstempel. • Formidabel muntplaatje in de persring geplaatst. • Is met genoeg drukkracht geslagen. • Met de juiste zorg behandeld van productie tot distributie. • Er zijn niet de geringste oneffenheden of gebreken te zien met vergrootglas dat vijfmaal vergroot. De allereerst geslagen "Gepolijste Stempel" met nieuwe muntstempel kan een potentiële MS70 zijn. Deze graad is echter wel uiterst zeldzaam en komt dan ook zelden voor. |
| FDC/BU           | MS67      | In principe de perfecte muntslag. Enkele oneffenheden zijn toegestaan. Deze oneffenheden mogen enkel zichtbaar zijn met vergrootglas dat tweemaal vergroot. Muntstukken uit een BU-muntset komen hiermee overeen. Ook munten prooflike- en proofmuntstukken zijn potentieel een MS67 tot MS69. |
| FDC/UNC          | MS65      | Dé Perfecte munt. Minuscule oneffenheden worden gering toegestaan met het blote oog. Oude munten in deze staat van bewaring zijn zeldzame exemplaren. De oude FDC-muntsets vallen veelal onder MS66. |
| UNC              | MS63      | Deze term wordt door munthuizen gegeven aan nieuwstaat bij circulatiemunten na het aanmunten. Elke munt kan immers in principe beschadiging hebben opgelopen door zijn productieproces, door in de container te vallen of door in rollen te verwerken. In de numismatiek is UNC louter een synoniem voor FDC. |
| PR/FDC-          | MS61-MS60 | Bijna een perfecte munt. Echter mogen er kapjes aan de rand en krassen in het fond te zien zijn. Het is een FDC gedegradeerd naar PR/FDC- door de intense schade in plaats van slijtage. |
| Pr               | AU55      | In deze kwaliteitstrap vertonen munten een gelijkmatige lichte slijtage aan het hoogstgelegen deel van de munt. Kapjes en krasjes zijn zeker niet toegestaan. |
| Zfr              | EF40      | In deze staat van bewaring vertoont de munt aan het reliëf van de afbeelding een gelijkmatige slijtage en mogen details wat platter uitzien maar niet te veel. |
| Fr               | VF20      | Er zijn veel onscherpe details te zien maar de omtrek van totaalbeeld is nog volledig zichtbaar. |
| Zg               | VG8       | Alle details zijn zo goed als afgesleten met mogelijk deels afgeschuinde randen. |
| G                | AG3       | Bijna volledige slijtage tot op het metaal maar belangrijkste details zoals jaartal is nog net aanwezig. |

De standaard wereldcatalogus (in het Engels Standard Catalog of World Coins) hanteert in haar catalogus de internationale Kwaliteitsaanduidingen van Engeland, behalve voor Amerika & Canada dat gebaseerd is op de sheldon-schaal. Hierdoor kan er wel verwarring ontstaan. Voorbeeld is "Zeer Fraai": dit is naar Engelse normen "Very Fine", terwijl de tabel sheldon-schaal "Extra Fine" aanduidt.